# Substitutionszeichen
Das Substitutionszeichen (von substitut = Ersatz, kurz SUB) ist ein Steuerzeichen des ASCII-Zeichensatzes (Hexadezimal 1A, Dezimal 26, Bildschirmdarstellung ^Z, Tastatureingabe Ctrl-Z).

## Verwendung
Es steht für ein beliebiges Zeichen, das durch ein anderes ersetzt werden soll. Es wird auch für Escape-Sequenzen verwendet. Im Betriebssystem CP/M wird es für das Dateiende verwendet.
Historisch fügte Microsoft DOS das Substitutionszeichen SUB als End of File-Markierung tatsächlich an das Ende einer Textdatei.
Unter Unix/Linux wird bei der Eingabe der Kombination Strg+Z in einem Terminal(-Emulator) das Zeichen SUB versendet, welches der empfangende „line discipline“-Treiber im Kernel normalerweise als Befehl verarbeitet, das Signal SIGTSTP an die Vordergrundprozessgruppe des Terminals zu senden, welches die Ausführung der darin befindlichen Prozesse stoppt ohne sie zu beenden, wenn diese das Signal nicht abfangen. Es hat also denselben Effekt wie kill -TSTP. Das Signal SIGCONT setzt die Ausführung wieder fort und wird von den Shell-Befehlen fg, bg bzw. einem kill -CONT versendet. Das Signal SIGSTOP ist äquivalent zu SIGTSTP, jedoch nicht abfangbar.